# Synarmadillo schlegeli
Synarmadillo schlegeli är en kräftdjursart som beskrevs av Franco Ferrara och Helmut Schmalfuss 1983. Synarmadillo schlegeli ingår i släktet Synarmadillo och familjen Armadillidae. Inga underarter finns listade i Catalogue of Life.